# Edigu
Edigu (1352-1419) was beylerbey van de Gouden Horde van 1397 tot 1409.

## Levensloop
Edigu was een strijdmakker van Qutlugh, die in 1397 aangesteld werd door Timoer Lenk als khan van de Gouden Horde. De vorige khan Tochtamysj was hun eeuwige rivaal. In 1399 stierf Qutlugh en zette Edigu zijn neef Shadi Beg op de troon. Intussen ging de strijd tussen Tochtamysj en Edigu onverminderd door en in 1406 sneuvelde Tochtamysj in de strijd.
Tijdens deze periode profiteerde grootvorst Vasili I van Moskou ervan om geen schatting meer te betalen aan de Mongolen. Nu Edigu de situatie in eigen land onder controle had, brandde hij gedurende twee jaar de steden van het grootvorstendom Moskou plat.
Een poging van Shadi Beg om zich te ontdoen van zijn beylerbey kostte hem zijn troon, hij werd vervangen door een zoon van Qutlugh, Pulad (1407-1409). In 1408 terwijl Edigu, Moskou bestookte, veroverden de zonen van Tochtamysj, de hoofdstad Saraj. Pulad en Edigu vluchtten naar de opvolger van Timoer Lenk, Shahrukh Mirza en  legden hun functies neer. Na verloop van tijd vestigde Edigu zich op de Krim, waar hij de basis zal leggen voor het latere Kanaat van de Krim en zijn Krim-Tataren. Van daaruit viel hij met een regelmaat de zonen van Tochtamysj, het grootvorstendom Moskou en het grootvorstendom Litouwen aan. Uiteindelijk zal hij door een zoon van Tochtamysj, Qadir Berdi in 1419 worden vermoord.